# スマイリー小原
スマイリー小原（スマイリーおはら、1921年1月2日 - 1984年4月30日）は、日本のジャズミュージシャンである。小原真澄名義での活動もあった。本名栗原照夫。神奈川県中郡秦野町（現在の秦野市）生まれ、横浜市中区山手育ち。

## 略歴
印刷業組合長などを務めた横浜の有力者栗原佐輔の子として生まれる。佐輔は木曾義仲の忠臣・樋口兼光が先祖という曽屋の旧家栗原林太郎家に1881年12月23日生まれ、26歳で横浜に出て横浜市中区松影町に於いて印刷業を始めた。
少年時代からスポーツ万能で、寿尋常小学校卒業後、旧制本牧中学校に入学し野球部に入部。ポジションはファーストで、苅田久徳コーチの指導のもと、若林忠志や劉瀬章と共にプレイしている。
1941年、映画俳優になる「国家試験」[要出典]（おそらく映画検定試験のことかと思われる）を受け合格。大船撮影所で大坂志郎と同期になる。
1942年、明治大学経済学部を繰り上げ卒業。召集され中国戦線へ。
1945年、敗戦時、ソ連軍の捕虜となりラーゲリ強制収容所へ。収容所で楽劇団を作る。
1947年、帰国。バンドを作り、米軍を演奏して回る。バンド「ブルー・ノート・セブン」を結成。11年間、米軍相手に演奏するが、日本人と思われず「スマイリー・オハラ」という“アイルランド人”として活動していた。「スマイリー」はニコニコしていることから、「オハラ」は本名の栗原がアメリカ人になじまないため「なじみのある苗字」に変えた。
1958年、渡辺プロダクションに入り、スマイリー小原とスカイライナーズを結成。バンドリーダーと指揮者をつとめる。。テレビ番組「ザ・ヒットパレード」や「シャボン玉ホリデー」、「クイズ・ドレミファドン!」（初期のみ）などにレギュラー出演し、日本人離れした陽気なキャラクターと、ダンスを織り交ぜた前向き指揮スタイルで人気を博す。また、「ドドンパ」「ツイスト」などのリズムを流行させる。
1982年、バンド解散。その後は横浜で喫茶店やクラブを経営していた。1984年4月30日、死去。63歳没。バンドマスターの後輩にあたるダン池田によれば、葬儀には芸能人はほとんど参列しておらず、寂しい葬儀であったという。

## ディスコグラフィー
- マナマナ（1969年11月21日）

### ベストアルバム
- スマイリー小原（1989年5月21日）
- KING RE-JAZZ SWING DANCE WITH SMILEY（2006年4月26日）

### 8トラックカートリッジ
- スマイリーでぶっとばせ(規格番号：APOLLON AS-2039)

## 主な出演作品

### テレビドラマ
- 銀河ドラマ・乱戦模様（1970年、NHK）
- 丹下左膳 剣風!百万両の壺（1982年、フジテレビ）- 柳生対馬守

### 映画
- 私と私（1962年、東宝）- ザ・ピーナッツによる劇中歌「ふりむかないで」の指揮者 役
- 夢で逢いましょ（1962年東宝スコープ、東京映画 - 指揮者 役）
- ど根性物語 銭の踊り（1964年、大映） - 吉良警部補 役
- めまい（1971年、松竹） - 川崎司教 役
- 闇の狩人（1979年、松竹） - 白金の徳蔵 役